# Гусарова, Светлана Николаевна
Светла́на Никола́евна Гуса́рова (род. 29 мая 1959) — советская легкоатлетка, специалистка по барьерному бегу. Выступала за сборную СССР по лёгкой атлетике в 1980-х годах, чемпионка СССР в беге на 60 метров с барьерами, призёрка Кубка мира, участница ряда крупных международных стартов. Представляла Алма-Ату и Советскую Армию.

## Биография
Светлана Гусарова родилась 29 мая 1959 года. Занималась лёгкой атлетикой в Алма-Ате, выступала за Казахскую ССР и Советскую Армию.
Первого серьёзного успеха на взрослом всесоюзном уровне добилась в сезоне 1983 года, когда в беге на 60 метров с барьерами одержала победу на зимнем чемпионате СССР в Москве. Попав в состав советской сборной, выступила в той же дисциплине на чемпионате Европы в помещении в Будапеште, но здесь на предварительном квалификационном этапе сошла с дистанции. Позднее на летнем чемпионате страны, проходившем в рамках VIII летней Спартакиады народов СССР в Москве, стала бронзовой призёркой в беге на 100 метров с барьерами.
Рассматривалась в качестве кандидатки на участие в летних Олимпийских играх 1984 года в Лос-Анджелесе, однако Советский Союз вместе с несколькими другими странами восточного блока бойкотировал эти соревнования по политическим причинам. Вместо этого Гусарова стартовала на альтернативном турнире «Дружба-84» в Праге, где в 100-метровом барьерном беге заняла пятое место.
В 1985 году взяла бронзу на зимнем чемпионате СССР в Кишинёве, получила серебро на летнем чемпионате СССР в Ленинграде, установив при этом личный рекорд в беге на 100 метров с барьерами — 12,61 (третий результат мирового сезона). Помимо этого, была лучшей в своей дисциплине в матчевой встрече со сборной США в Токио, финишировала третьей на Кубке мира в Канберре.